# Peter Altmaier

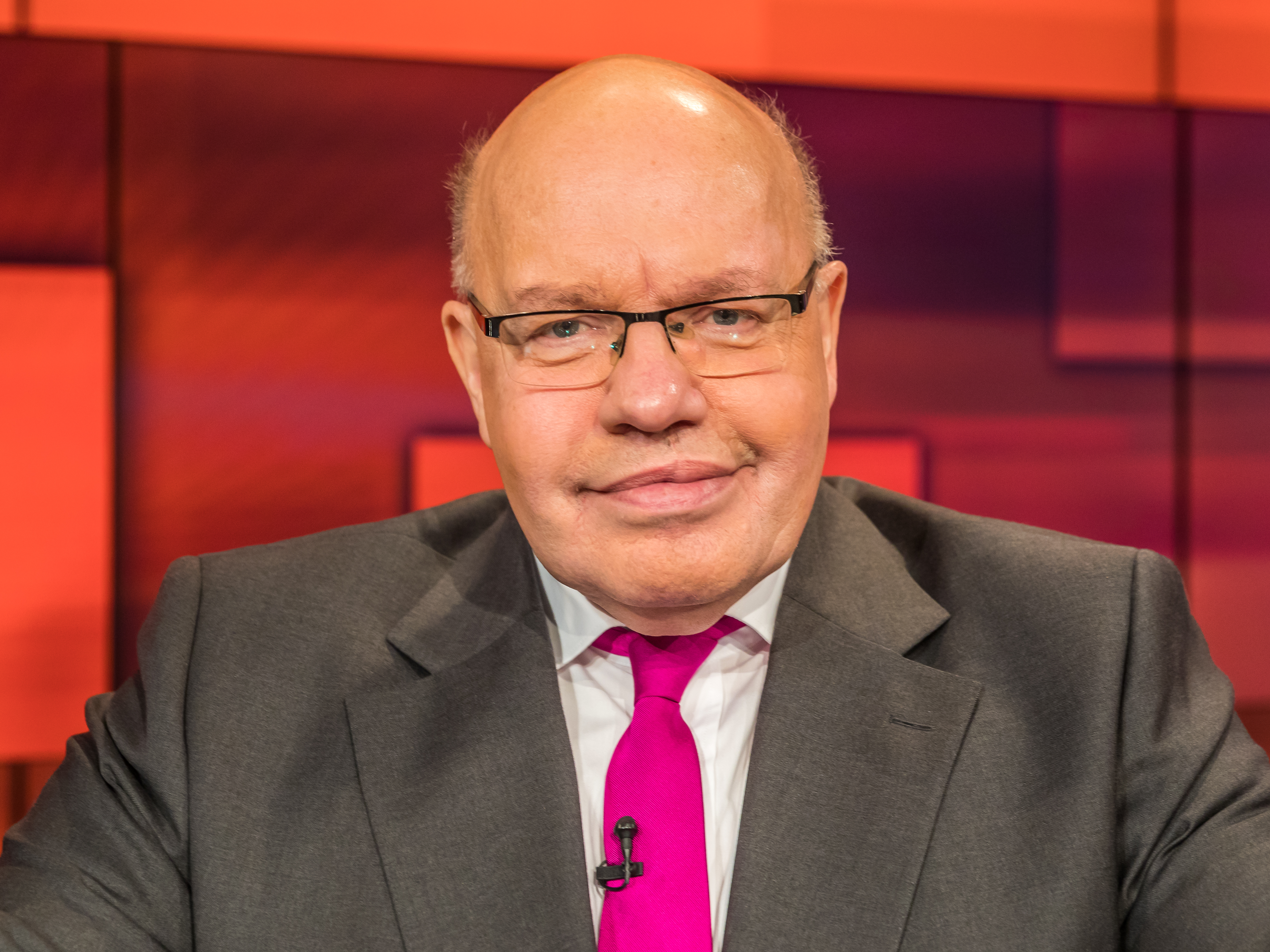
Peter Altmaier, 2023

Peter Altmaier (* 18. Juni 1958 in Ensdorf (Saar)) ist ein deutscher ehemaliger Politiker (CDU). Er war von 1994 bis 2021 Mitglied des Deutschen Bundestages. Unter Kanzlerin Angela Merkel übernahm er mehrere Ministerposten.
Vom 14. März 2018 bis zum 8. Dezember 2021 war Altmaier Bundesminister für Wirtschaft und Energie im Kabinett Merkel IV. Davor war er ab dem 17. Dezember 2013 Bundesminister für besondere Aufgaben und Chef des Bundeskanzleramts im Kabinett Merkel III. Zusätzlich war er vom 24. Oktober 2017 bis zum 14. März 2018 auch kommissarischer Bundesfinanzminister nach der Wahl Wolfgang Schäubles zum Bundestagspräsidenten. Ab dem 22. Mai 2012 bis zum 17. Dezember 2013 war er als Nachfolger von Norbert Röttgen Bundesumweltminister im Kabinett Merkel II. Davor war Altmaier Parlamentarischer Geschäftsführer der CDU/CSU-Bundestagsfraktion.

## Leben

### Herkunft, Studium und Beruf
Altmaier, der Sohn eines Bergmanns († 2000) und einer Krankenschwester (1929–2019), kam mit einer Lippen-Kiefer-Gaumenspalte zur Welt und wuchs in einer katholisch-konservativen saarländischen Arbeiterfamilie auf. Im Jahr 1978 machte Altmaier in Saarlouis auf dem Gymnasium am Stadtgarten das Abitur. Er leistete 15 Monate Grundwehrdienst bei der Bundeswehr und begann 1980 ein Studium der Rechtswissenschaft an der Universität des Saarlandes, das er 1985 mit dem ersten Staatsexamen beendete. Den juristischen Vorbereitungsdienst schloss er 1988 mit dem zweiten juristischen Staatsexamen ab. Von 1985 bis 1987 war er zudem wissenschaftlicher Mitarbeiter am Lehrstuhl für Staats- und Völkerrecht an der Universität. Danach war er bis 1990 wissenschaftlicher Mitarbeiter am Europa-Institut an der Universität des Saarlandes. Er spricht fließend Englisch, Französisch und Niederländisch. Im Jahr 1990 wurde Altmaier Beamter im Höheren Dienst bei der Europäischen Kommission in Brüssel, wo er bis 1994 als Generalsekretär der Verwaltungskommission die soziale Sicherheit von Wanderarbeitnehmern verantwortete.
Seit dem 1. November 1994 ist Altmaier als EU-Beamter beurlaubt.

### Privates
Altmaier ist katholisch, ledig und wohnt in Berlin-Charlottenburg. Er sammelt antiquarische Bücher und besitzt eine umfangreiche Privatbibliothek mit über 6.000 Buchtiteln.

### CDU-Politiker (seit 1976)

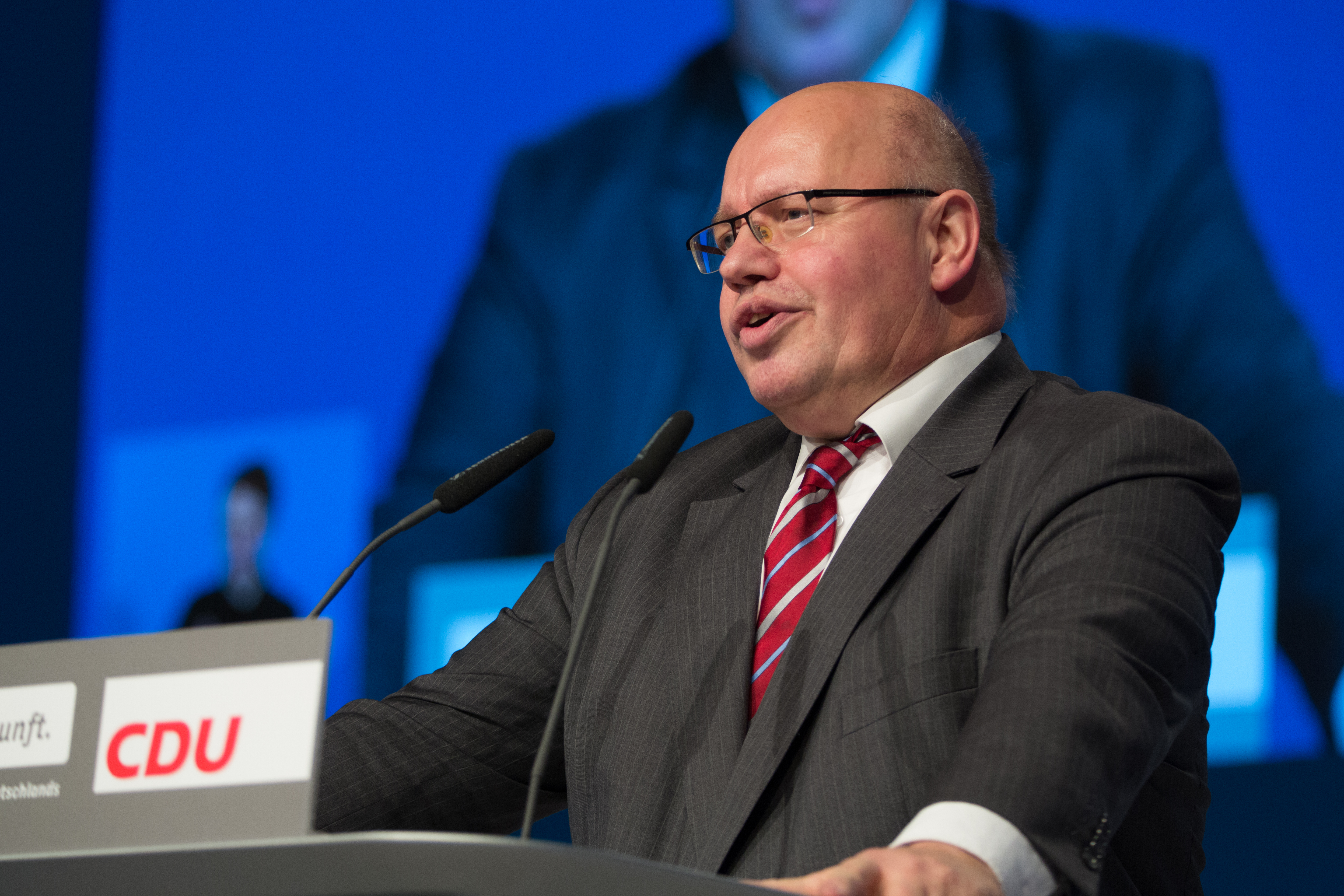
Peter Altmaier auf dem 29. Parteitag der CDU Deutschlands am 6. Dezember 2016 in Essen

1974 wurde Altmaier Mitglied der Jungen Union, 1976 trat er der CDU bei. Von 1988 bis 1990 war er Landesvorsitzender der Jungen Union Saar. Seit 1991 gehört er dem Landesvorstand der CDU Saar an. 2008 wurde er einer der stellvertretenden Landesvorsitzenden der CDU Saar. Von 2000 bis 2008 war Altmaier zudem Vorsitzender des CDU-Kreisverbandes Saarlouis. Von 2012 bis 2021 war er Mitglied im CDU-Bundesvorstand.

### CDU-Bundestagsabgeordneter (1994–2021)
Von 1994 bis 2021 war Altmaier Mitglied des Deutschen Bundestages. Bis 2009 zog er über die Landesliste Saarland in den Bundestag ein; bei den Bundestagswahlen 2009, 2013 und 2017 war er direkt gewählter Abgeordneter seines Heimatwahlkreises Saarlouis. Bei der Bundestagswahl 2021 verlor er über 10 % der Erststimmen in seinem Bundestagswahlkreis und erlangte ein Mandat nur über den zweiten Platz der Landesliste der CDU Saar. Er erklärte am 9. Oktober 2021 gemeinsam mit Annegret Kramp-Karrenbauer, auf eine Mitgliedschaft im 20. Deutschen Bundestag gemäß § 45 Bundeswahlgesetz zu verzichten, „um einen Generationswechsel herbeizuführen“. Für Kramp-Karrenbauer rückte Nadine Schön, für Altmaier Markus Uhl nach.
Im Bundestag war Altmaier von 1998 bis 2000 Vorsitzender des Unterausschusses des Rechtsausschusses für Europarecht. Er gehörte zur Pizza-Connection, einem schwarz-grünen Gesprächskreis junger Abgeordneter. Altmaier gehörte von 2002 bis 2005 dem Vorstand der CDU/CSU-Bundestagsfraktion an; von 2004 bis 2005 war er auch deren Justiziar. Am 27. Oktober 2009 wurde er Erster Parlamentarischer Geschäftsführer der CDU/CSU-Bundestagsfraktion als Nachfolger von Norbert Röttgen, der damals Bundesumweltminister wurde; er gehörte dem geschäftsführenden Fraktionsvorstand an. Altmaier wurde von der Fraktion mit 98,4 Prozent der Stimmen gewählt. Seine Amtszeit endete mit seiner Ernennung zum Bundesumweltminister am 22. Mai 2012.
2012 wurde er als Mitglied der parlamentarischen Mehrheit für ein Jahr Vorsitzender des Parlamentarischen Kontrollgremiums (PKGr).

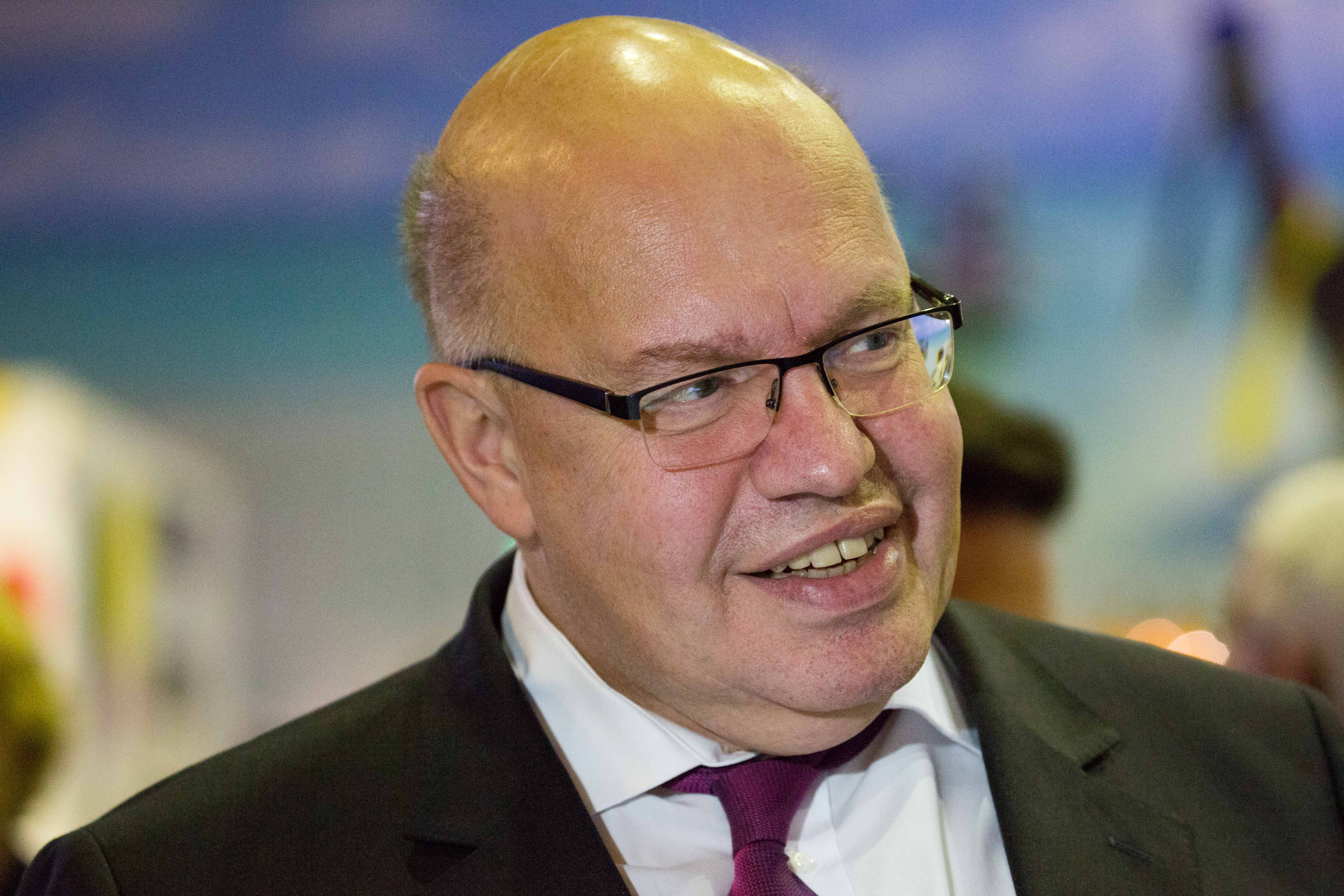
Peter Altmaier auf der IHK-Regionalkonferenz West am 28. Oktober 2019 in Bonn

### Öffentliche Ämter (seit 2005)
Als die Stelle des Generalanwalts am Europäischen Gerichtshof 2003 neu besetzt werden sollte, galt Altmaier als Wunschkandidat der CDU für diesen Posten. Die Bundesregierung unter dem damaligen Bundeskanzler Gerhard Schröder entschied sich im Juni 2003 aber für Juliane Kokott. Schröder begründete dies in einem Schreiben an Merkel mit der „umfassenden wissenschaftlichen Qualifikation“ Kokotts. Am 23. November 2005 wurde Altmaier als Parlamentarischer Staatssekretär beim Bundesminister des Innern in die von Bundeskanzlerin Angela Merkel geführte Bundesregierung berufen, wo er bis 2009 tätig war.

#### Bundesminister in der Regierung Merkel (2012–2021)
Bundeskanzlerin Angela Merkel schlug am 16. Mai 2012 Altmaier als Nachfolger von Norbert Röttgen zum Bundesumweltminister vor. Bundespräsident Joachim Gauck überreichte ihm am 22. Mai 2012 die Ernennungsurkunde. Am 17. Dezember 2013 wurde er Chef des Bundeskanzleramtes. Am 7. Oktober 2015, während der Hochphase der Flüchtlingskrise in Deutschland 2015/2016 und in Europa benannte ihn die Bundesregierung als zentralen Ansprechpartner für die „politische Gesamtkoordinierung aller Aspekte der aktuellen Flüchtlingslage“. Am 24. Oktober 2017 übernahm Altmaier übergangsweise – bis zur Bildung einer neuen Regierung – zusätzlich das Amt des Bundesfinanzministers, nachdem der bisherige Amtsinhaber Wolfgang Schäuble zum Bundestagspräsidenten gewählt worden war.
Am 14. März 2018 wurde Altmaier von Bundespräsident Frank-Walter Steinmeier zum Bundesminister für Wirtschaft und Energie im Kabinett Merkel IV ernannt. Am 8. Dezember 2021 schied Altmaier mit dem Amtsantritt der Ampel-Koalition unter Olaf Scholz aus dem Amt.

### Europapolitiker
Altmaier ist einer der wenigen EU-Beamten in der deutschen Politik. Er war Mitglied im Europaausschuss des deutschen Bundestages und stellvertretendes Mitglied im Europäischen Verfassungskonvent.
Im Bundesinnenministerium hatte er als Parlamentarischer Staatssekretär auch Vertretungsbefugnis in europapolitischen Fragen.

### Sonstige Engagements
Von 2004 bis 2008 war er Vizepräsident des Netzwerks Europäische Bewegung Deutschland und von Dezember 2006 bis November 2011 Präsident der überparteilichen Organisation Europa-Union Deutschland. Seit 2011 ist er Ehrenpräsident des Verbandes. Altmaier war Mitglied der Europa-Union Parlamentariergruppe Deutscher Bundestag.
Am 17. November 2010 wurde Altmaier zum Ehrensenator der Fachhochschule des Bundes für öffentliche Verwaltung berufen.

## Politische Positionen und Kritik
In den 1990er Jahren setzte sich Altmaier für eine Modernisierung des Staatsbürgerschaftsrechts ein und hielt Kontakte zu Migranten, Flüchtlingsverbänden und Kirchen. Er befürwortete eine Öffnung der CDU zu den Grünen. Er forderte Helmut Kohl 1998 zum Rücktritt auf und kritisierte Roland Koch für den seiner Ansicht nach ausländerfeindlichen Wahlkampf. 2003 wandte er sich gegen den Aufruf des Vatikans zur Bekämpfung von gleichgeschlechtlichen Ehen. Angela Merkel ernannte ihn 2002 zum CDU-Obmann des Ersten Untersuchungsausschusses der 15. Wahlperiode des Deutschen Bundestages, dem sogenannten „Lügenausschuss“.
Altmaier galt mit Ronald Pofalla, Norbert Röttgen, Eckart von Klaeden und anderen als einer der „jungen Wilden“ und Mitglied der informellen Pizza-Connection. Er sagte 2009: „wir haben damals mit denen auch über ein neues Staatsbürgerschaftsrecht gesprochen […]. Aber vorwärtsgetrieben haben wir es dann mit der FDP.“
Im Oktober 2017 reiste Altmaier zu Geheimverhandlungen über die Freilassung der inhaftierten deutschen Staatsbürger Deniz Yücel, Meşale Tolu und Peter Steudtner in die Türkei. Laut Spiegel-Informationen erzielte er für Steudtners Freilassung eine Vereinbarung mit der Türkei. Die Bundesregierung teilte nicht mit, was der türkischen Regierung dafür zugesagt wurde.
2019 setzte sich Altmaier für das Unternehmen Kohlpharma ein, wobei er nach Einflussnahme durch persönliche Telefonate mit dessen Geschäftsführer Jörg Geller eine Änderung am Gesetzentwurf GSAV (Gesetz für mehr Sicherheit in der Arzneimittelversorgung) durchsetzte. So wurde die vorher im GSAV geforderte vollständige Streichung der Importförderklausel entgegen dem allgemeinen Konsens von 14 Bundesländern nicht vorgenommen.

### Energiepolitik

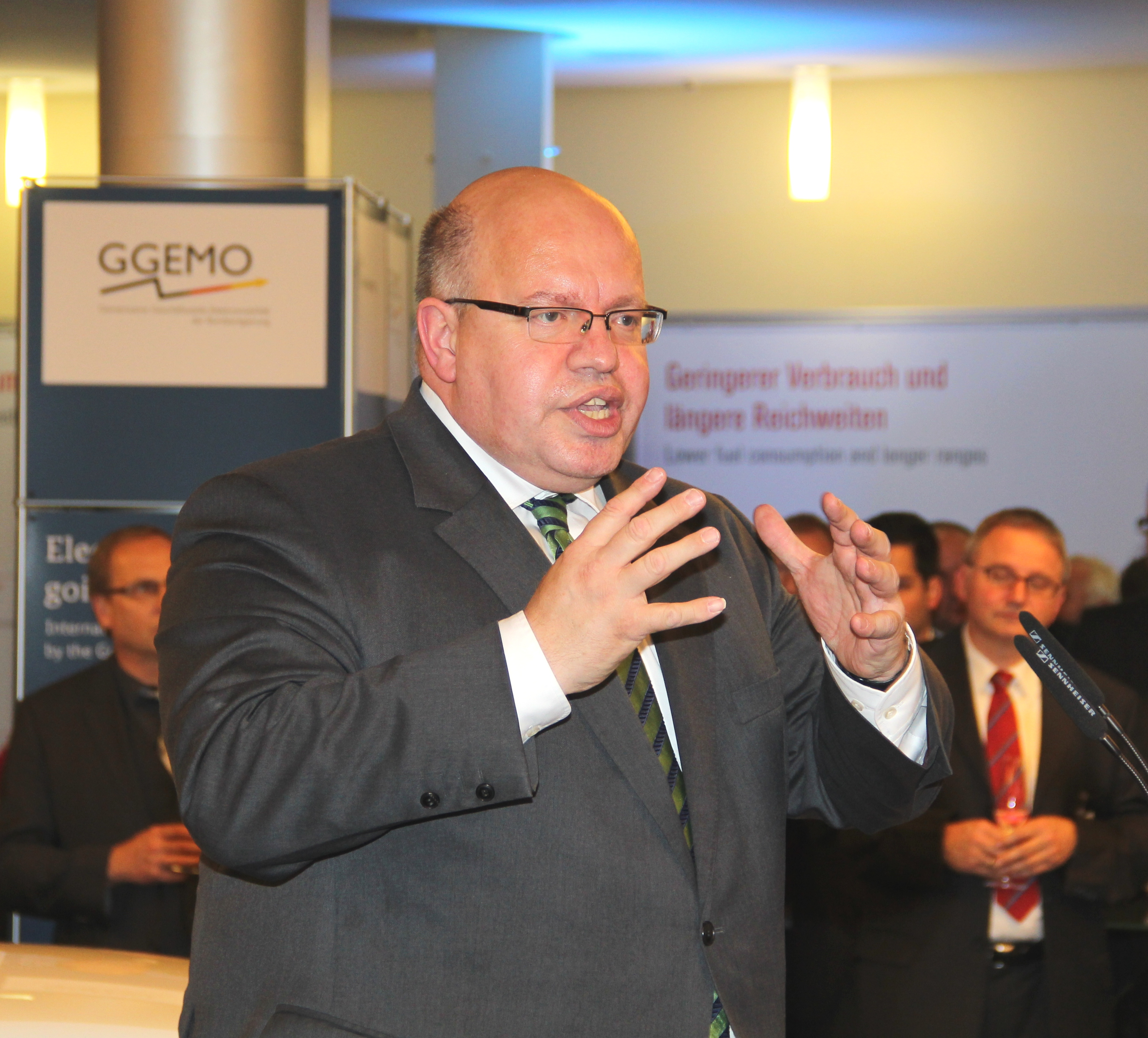
Altmaier 2013 auf dem Elektromobilitätsgipfel

In seinem Amt als Bundesumweltminister wurde ihm vom Bundesverband Erneuerbare Energie vorgeworfen, den Ausbau der Erneuerbaren Energien unnötig zu bremsen und die Ausbauziele zurückzufahren. Peter Altmaier befürchtete damals, „dass sich die Kosten der Energiewende und des Umbaus der Energieversorgung bis Ende der dreißiger Jahre dieses Jahrhunderts auf rund eine Billion Euro summieren könnten.“
Auf steigende Stromkosten reagierte Altmaier unter anderem mit der Veröffentlichung einer Broschüre, in der er Energiespartipps gab und zu einem Stromanbieterwechsel aufrief.
In der Funktion als Bundesminister für Wirtschaft und Energie und somit als Behördenleiter für das Bundesministerium für Wirtschaft und Energie hat Altmaier nach Spiegel-Informationen ein Gutachten zum Kohleausstieg bewusst zurückgehalten, welches als Grundlage für ein Gesetz zum Kohleausstieg diente. Durch eine rechtzeitige Weitergabe hätten mehrere Umsiedlungen im Rheinischen Braunkohlerevier verhindert werden können.
In Funktion als Wirtschaftsminister hat Altmaier erfolgreich darauf hingewirkt, dass das Erneuerbare-Energien-Gesetz (EEG) zugunsten von Unternehmen umgestaltet wurde, die die Zahlung der EEG-Umlage umgingen.
Nach dem russischen Überfall auf die Ukraine 2022 wurde Altmaier vorgeworfen, bei seinem Engagement für die Gasleitung Nord Stream 2 das Risiko ignoriert zu haben, Kremlchef Wladimir Putin könne den Gasexport reduzieren oder ganz abbrechen lassen, um auf die EU-Staaten politischen Druck auszuüben. Ein von Altmaier in Auftrag gegebenes Gutachten hatte dieses Risiko ausgeschlossen.
2020 übernahm Altmaier die Schirmherrschaft bei einer Preisverleihung des Lobbyverbands Zukunft Gas. Erdgas bezeichnete er als „sexy“.

### NSA-Untersuchungsausschuss
Im Oktober 2014 geriet Altmaier parteiübergreifend in die Kritik, nachdem er u. a. an die Mitglieder des NSA-Untersuchungsausschusses ein Schreiben gerichtet hatte, worin er sich eine Strafanzeige gegen Unbekannt für den Fall vorbehielt, dass in Zukunft als geheim eingestufte BND-Unterlagen an die Öffentlichkeit geraten sollten. Dies war in den vorherigen Wochen der Fall gewesen. So wurde etwa über das Geheimdienst-Programm Eikonal berichtet, wonach der BND jahrelang Daten von deutschen Staatsbürgern an die NSA weitergegeben haben soll. Die Ausschuss-Mitglieder Hans-Christian Ströbele (Grüne) und Martina Renner (Linke) sprachen von einem „Einschüchterungsversuch gegenüber den Ausschussmitgliedern“. Der Ausschussvorsitzende Patrick Sensburg (CDU) stellte sich vor die Abgeordneten. In den Medien wurde das Schreiben als offene Drohung gegenüber dem Ausschuss gewertet.

### Familienpolitik
Altmaier befürwortete Ende Juni 2017 die Ehe für alle im Bundestag entgegen der großen Mehrheit seiner Fraktion.

### Parlaments- und Wahlrechtsreform
Im November 2019 sprach sich Altmaier für eine Wahlrechtsreform, mit dem Ziel einer stärkeren politischen Beteiligung der Bürger aus.
So sollten im Vorfeld von Gesetzesbeschlüssen Online-Anhörungen stattfinden, Bundestags- und Landtagswahlen stärker konzentriert und die Legislaturperiode im Bund auf fünf Jahre verlängert werden.
Es solle seiner Meinung nach der Bundestag durch Reduzierung der Anzahl der Abgeordneten verkleinert werden, da dieser zu groß sei. Er sprach sich auch für eine Verringerung der Anzahl von Staatssekretären und Regierungsbeauftragten aus.

### Vorwurf der Günstlingswirtschaft
Vor der Bundestagswahl 2013 und 2021 versorgte Altmaier Parteifreunde mit Beamtenstellen in den von ihm geführten Ministerien. Vor der Bundestagswahl 2021 ließ er 18 Stellen ganz oder mehrheitlich von Parteikollegen besetzen und sprach 28 Beförderungen aus. Vor der Bundestagswahl 2017 hatte Altmaier stattdessen als Kanzleramtsminister in einem Schreiben an seine Kabinettskollegen selbst gemahnt, auf Personalentscheidungen zu verzichten, um eine „Präjudizierung der künftigen Bundesregierung“ zu vermeiden.

## Web 2.0
Altmaier gilt bei Journalisten als kommunikativ und netzaffin. 2011 vollzog er seinen Einstieg als Twitter-Nutzer öffentlich und nutzte den Dienst dann auch im Alltag. Zum Beispiel wies er Zweifel an seinen Berechnungen zu den Kosten der Energiewende über Twitter zurück. Das Handelsblatt schrieb 2012, er sei „durch seine Nähe zur Netzgemeinde aufgefallen“ und „einer der ersten Spitzenpolitiker, der Twitter aktiv nutzte“. Altmaier sagte dazu unter anderem: „Ein Twitter-Account macht noch keine Netzkompetenz“. Eine 2013 erschienene Studie schrieb, er sei mehr als andere Politiker „an einer dialogischen Verständigung mit den Followern interessiert“.
Altmaier ist Gründungsmitglied von Cnetz – Verein für Netzpolitik mit dem Ziel „einer bürgerlichen und verantwortungsvollen Netzpolitik, die einen fairen Ausgleich zwischen den unterschiedlichen Interessen in einer pluralistischen Gesellschaft auch im Netz schafft“. Er traf sich 2012 mit Anhängern der Piratenpartei, um mit ihnen über Datenschutz und Urheberrecht zu diskutieren.

## Kabinette
- Kabinett Merkel I, Parlamentarischer Staatssekretär beim Bundesminister des Innern, 2005–2009
- Kabinett Merkel II, Bundesminister für Umwelt, Naturschutz und Reaktorsicherheit, 2012–2013
- Kabinett Merkel III, Bundesminister für besondere Aufgaben und Chef des Bundeskanzleramtes, 2013–2018 und zusätzlich geschäftsführend Bundesminister der Finanzen von Oktober 2017 bis März 2018
- Kabinett Merkel IV, Bundesminister für Wirtschaft und Energie, 2018 bis 2021

## Auszeichnungen
2004 wurde Altmaier zum Ritter der französischen Ehrenlegion ernannt.
2012 verlieh ihm die Landespressekonferenz Saar den Medienpreis Goldene Ente.

## Veröffentlichungen
- German Mittelstand. In: Walter Döring: Weltmarktführer. Innovationen made in Schwäbisch Hall-Hohenlohe, Molino Verlag, Schwäbisch Hall und Sindelfingen 2020, S. 8–10. ISBN 978-3-9820231-5-1.